# Wiesław Różyński
Wiesław Marian Różyński (ur. 26 czerwca 1968 w Biłgoraju) – polski polityk, administratywista i samorządowiec, wójt gminy Biłgoraj (2006–2023), poseł na Sejm X kadencji.

## Życiorys
W drugiej połowie lat 80. dołączył do Związku Młodzieży Wiejskiej. W ramach tej organizacji pełnił funkcje wiceprzewodniczącego rady i sekretarza zarządu krajowego. W 2003 uzyskał magisterium z administracji na Uniwersytecie Marii Curie-Skłodowskiej w Lublinie. Pracował jako urzędnik w administracji gminnej, w latach 2001–2004 zajmował stanowisko wicedyrektora Domu Pomocy Społecznej dla Kombatantów w Biłgoraju, następnie do 2006 był zastępcą dyrektora Regionalnego Ośrodka Pomocy Społecznej w Lublinie. Działacz ochotniczej straży pożarnej, w latach 2007–2009 kierował Ludowym Klubem Sportowym „Znicz” w Biłgoraju.
Członek Polskiego Stronnictwa Ludowego. W latach 1998–2002 zasiadał w radzie powiatu biłgorajskiego. W 2002 ubiegał się po raz pierwszy o urząd wójta gminy Biłgoraj, przegrywając w drugiej turze głosowania. Został natomiast wybrany na tę funkcję w kolejnych wyborach samorządowych w 2006. Z powodzeniem ubiegał się o reelekcję w 2010, 2014 i 2018.
W 2015 i 2019 bez powodzenia kandydował do Sejmu. W wyborach parlamentarnych w 2023 uzyskał mandat posła X kadencji z okręgu chełmskiego, startując z pierwszego miejsca na liście Trzeciej Drogi i otrzymując 17 237 głosy. W 2024 z ramienia tej samej koalicji wystartował w wyborach do Parlamentu Europejskiego z okręgu nr 8.

## Odznaczenia
Odznaczony Brązowym (2010) i Srebrnym (2015) Krzyżem Zasługi.